# 葉山健治
葉山 健治（はやま けんじ、1943年5月31日 -没年不明 ）は、神奈川県横須賀市出身で宮城野部屋（入門時の名称は吉葉山相撲道場）に所属した元大相撲力士。本名は中野 健司（なかの けんじ）（権二郎）。177cm、109kg。最高位は東十両10枚目。得意技は左四つ、寄り。

## 経歴
小学校では柔道を始め、柔道の腕前は横須賀市立不入斗中学校1年生で初段を取るほどであった。しかし、小学5年生の頃に父を亡くしたのがきっかけで、一時は全く手の附けられない程の悪童になり、喧嘩っ早く、無免許運転もしていた。しかし、同郷である小結・廣川の母に可愛がってもらってからは改心し、廣川を慕って入門した。
1958年5月場所に初土俵。1966年7月場所に十両昇進、4場所連続で十両在位するも、1967年3月場所に幕下陥落。同年9月場所に24歳で廃業した。

## 主な成績
- 通算成績：222勝195敗14休  勝率.532
- 十両成績：26勝34敗  勝率.433
- 現役在位：57場所
- 十両在位：4場所

### 場所別成績
| | 一月場所 初場所（東京） | 三月場所 春場所（大阪） | 五月場所 夏場所（東京） | 七月場所 名古屋場所（愛知） | 九月場所 秋場所（東京）   | 十一月場所 九州場所（福岡） |
| --- | ----------------------- | ----------------------- | ----------------------- | --------------------------- | ------------------------- | --------------------------- |
| 1958年 （昭和33年） | x                       | x                       | （前相撲）              | 新序 0–3                    | 西序ノ口8枚目 4–4         | 西序二段117枚目 4–4         |
| 1959年 （昭和34年） | 東序二段110枚目 5–3     | 東序二段83枚目 4–4      | 東序二段78枚目 4–2–2    | 西序二段57枚目 3–5          | 西序二段61枚目 6–2        | 西序二段13枚目 5–3          |
| 1960年 （昭和35年） | 西三段目96枚目 4–4      | 西三段目82枚目 3–5      | 西三段目95枚目 4–4      | 東三段目93枚目 3–4          | 東三段目105枚目 6–1       | 西三段目59枚目 3–4          |
| 1961年 （昭和36年） | 西三段目69枚目 5–2      | 東三段目32枚目 4–3      | 東三段目19枚目 3–4      | 東三段目31枚目 5–2          | 西三段目4枚目 4–3         | 西幕下90枚目 4–3            |
| 1962年 （昭和37年） | 東幕下80枚目 4–3        | 西幕下67枚目 3–4        | 東幕下73枚目 3–4        | 西幕下77枚目 5–2            | 東幕下60枚目 4–3          | 西幕下54枚目 5–2            |
| 1963年 （昭和38年） | 東幕下41枚目 5–2        | 西幕下32枚目 5–2        | 西幕下25枚目 6–1        | 東幕下9枚目 1–6             | 西幕下27枚目 4–3          | 東幕下23枚目 4–3            |
| 1964年 （昭和39年） | 東幕下18枚目 5–2        | 東幕下10枚目 3–4        | 西幕下13枚目 3–4        | 西幕下15枚目 3–4            | 東幕下18枚目 2–5          | 西幕下29枚目 6–1            |
| 1965年 （昭和40年） | 東幕下13枚目 3–4        | 西幕下19枚目 1–6        | 西幕下42枚目 5–2        | 西幕下30枚目 4–3            | 西幕下28枚目 5–2          | 西幕下12枚目 3–4            |
| 1966年 （昭和41年） | 西幕下15枚目 6–1        | 東幕下5枚目 4–3         | 東幕下3枚目 6–1         | 東十両17枚目 8–7            | 東十両16枚目 8–7          | 東十両10枚目 6–9            |
| 1967年 （昭和42年） | 東十両16枚目 4–11       | 西幕下3枚目 3–4         | 東幕下18枚目 2–5        | 東幕下25枚目 0–2–5          | 東三段目10枚目 引退 0–0–7 | x                           |
| 各欄の数字は、「勝ち-負け-休場」を示す。 優勝 引退 休場 十両 幕下 三賞：敢=敢闘賞、殊=殊勲賞、技=技能賞 その他：★=金星 番付階級：幕内 - 十両 - 幕下 - 三段目 - 序二段 - 序ノ口 幕内序列：横綱 - 大関 - 関脇 - 小結 - 前頭（「#数字」は各位内の序列） |                         |                         |                         |                             |                           |                             |

## 改名歴
- 中野 健司（なかの けんじ）1958年5月場所 - 1959年1月場所
- 知葉山（ちばやま）1959年3月場所 - 1961年5月場所
- 和葉山（かずはやま）1961年7月場所 - 1961年11月場所
- 知葉山（ちばやま）1962年1月場所 - 1962年7月場所
- 一葉山（いちばやま）1962年9月場所 - 1965年1月場所
- 葉山 健治（はやま けんじ）1965年3月場所 - 1967年9月場所